# Horse Isle
Horse Isle es una pequeña y rocosa isla localizada en el Firth of Clyde, en Escocia. La isla se encuentra localizada a alrededor de 1 km al oeste de la ciudad de Ardrossan.
Dos islas más pequeñas, North Islet y East Islet, acompañan a Horse Isle en su costa este, y un número de otras rocas se disponen asimismo entre la isla y Ardrossan.
Una vieja torre derruida se encuentra localizada en el extremo sur de Horse Isle. Presumiblemente fue utilizada antaño como faro. La isla se encuentra actualmente deshabitada.
En 1960. el barco Brigadier se hundió tras colisionar con Horse Isle.
Hoy, Horse Isle es un Área de especial protección por la Royal Society for the Protection of Birds (RSPB), por ser lugar de apareamiento de numerosas aves marinas.
La isla pertenece administrativamente al distrito de North Ayrshire.